# Michael Grant
Michael Grant (21. ledna 1914 Londýn – 4. října 2004 Londýn) byl anglický historik a numismatik, který si jako jeden z mála klasických historiků získal uznání jak od akademické obce, tak od laické veřejnosti. Napsal a editoval více než sedmdesát knih a překladů, které se zabývaly tématy od římských mincí přes erupci Vesuvu až po starověké náboženství. Poté, co studoval a zastával řadu akademických funkcí, odešel do brzkého důchodu, aby se mohl plně oddávat psaní knih — sám sebe popisoval jako „vzácný úkaz — jednoho z velmi mála nezávislých badatelů na poli vědy“. Kromě odborných publikací a překladů sepsal roku 1994 autobiografii, nazvanou My First Eighty Years (Mých prvních osmdesát let; česky nevyšlo). Roku 1946 byl vyznamenán řádem OBE, roku 1958 pak řádem CBE.

## Život
Michael Grant se narodil v Londýně jako syn plukovníka Maurice Granta. Navštěvoval Harrow School a poté vystudoval antiku na Trinity College v Cambridge. V rámci svého výzkumu se věnoval numismatice a jeho dizertační práce se stala základem pro jeho první knihu From Imperium to Auctoritas (1946), která pojednávala o Římských bronzových mincích. Během následujícího desetiletí napsal na toto téma další čtyři knihy. Vyznával názor, že jistý rozpor mezi výstředností římských vládců a tradičním přístupem římských mincoven udělalo z mincí unikátní záznam o společnosti této doby.
Během druhé světové války sloužil jako důstojník tajné služby v Londýně. Po deseti měsících však musel armádu opustit. Předseda British Council mu ve stejném období (1940) nabídl pozici vyslance British Council v Turecku. Úkolem British Council bylo mimo jiné výuka anglického jazyka a šíření britské kultury. Během svého pobytu v Turecku se rovněž oženil s Anne-Sophie Beskow (pracovnicí švédského velvyslanectví v Ankaře), se kterou měl dva syny. Ke konci války se manželský pár vrátil do Spojeného království. Z Turecka si odvezl sbírku téměř 700 římských mincí (nyní se nacházejí ve Fitzwilliamově muzeu v Cambridge). V Londýně pak ještě krátce pokračoval ve své práci pro British Council.
Po nedlouhé zastávce v Cambridge, kde dokončil své doktorské studium (1947–1948), působil Grant jako profesor na Edinburské univerzitě (1948–1959). Za svého působení v Edinburghu se stal prezidentem Královské numismatické společnosti. Působení v Edinburghu na dva roky přerušil (1956–1958) a v té době působil jako vice kancléř univerzity v súdánském Chartúmu. Později byl vicekancléřem také na Queen's University Belfast (1959–1966). Nakonec aktivní práci v akademické sféře úplně opustil, aby se plně mohl věnovat kariéře nezávislého spisovatele. Podle nekrologu, který zveřejnil deník The Times byl „jedním z mála historiků, který si vydobyl respekt jako od vědecké, tak i čtenářské veřejnosti“.

## Dílo
- Seznam děl v Souborném katalogu ČR, jejichž autorem nebo tématem je Michael Grant

### Odborné knihy
- From Imperium to Auctoritas, Treatise on bronze coins (1946, přepracováno roku 1971)
- Ancient History (1952)
- Roman Imperial Money (1954)
- Roman History from Coins (1958, přepracováno roku 1968)
- The World of Rome (1960, přepracováno v letech 1974 a 1987)
- The Ancient Mediterranean (1961, přepracováno roku 1969)
- Myths of the Greeks and Romans (1962)
- Greece and Rome: The Birth of Western Civilization (1964, přepracováno roku 1986)
- The Civilizations of Europe (1965)
- The Gladiators (1967)
- The Climax of Rome: The Final Achievements of the Ancient World, AD 161-337 (1968, přepracováno roku 1974)
- Julius Caesar (1969)
- The Ancient Historians (1970)
- The Roman Forum (1970)
- Nero (1970)
- Herod the Great (1971)
- Roman Myths (1971)
- Cities of Vesuvius: Pompeii and Herculaneum (1971)
- Atlas of Classical History (1971 přepracováno v letech 1974,1986,1989 a 1994)
- Cleopatra (1972)
- The Jews in the Roman World (1973, přepracováno roku 1984)
- Caesar (1974)
- Army of the Caesars (1974)
- The Twelve Caesars (1975)
- The Fall of the Roman Empire (1976, přepracováno roku 1990)
- Paul (1976)
- Jesus: An Historian's Review of the Gospels (1977)
- History of Rome (1978)
- Greece and Italy in the Classical World (1978)
- The Etruscians (1980)
- Greek and Latin Authors: 800 BC - AD 1000 (1980)
- Dawn of the Middle Ages (1981) – coffee table book
- From Alexander to Cleopatra: the Hellenistic World (1982)
- The History of Ancient Israel (1984)
- The Roman Emperors: A Biographical Guide to the Rulers of Imperial Rome 31BC - 476 AD (1985)
- A Guide to the Ancient World: A Dictionary of Classical Place Names (1986)
- The Rise of the Greeks (1987)
- The Classical Greeks (1989)
- The Visible Past: Greek and Roman History from Archaeology, 1960-1990 (1990) [AKA The Visible Past: An Archaeological Reinterpretation of Ancient History]
- Founders of the Western World: A History of Greece and Rome (1991) [AKA A Short History of Classical Civilization]
- Greeks and Romans: A Social History (1992) [ AKA A Social History of Greece and Rome]
- The Emperor Constantine (1993) [AKA Constantine the Great: The Man and His Times (1994)]
- The Antonines: The Roman Empire in Transition (1994)
- St Peter: A Biography (1994)
- My First Eighty Years (1994), Autobiografie
- Greek and Roman Historians: Information and Misinformation (1995)
- The Severans: The Changed Roman Empire (1996)
- Art in the Roman Empire (1996)
- From Rome to Byzantium: The Fifth Century (1998)
- Sick Caesars (2000)

### Překlady
- Cicero, Selected Works (1965)
- Cicero, Selected Political Speeches (19??)
- Cicero, Murder Trials (19??)
- Cicero on the Good Life (1971)
- Cicero, Letters to Atticus (19??)
- Tacitus, The Annals of Imperial Rome (1956, přepracováno roku 1977)
- Cicero, On Government (1993)

### Editor, Revize
- Roman Readings (1958/67)
- Roman Literature (19??, přepracováno roku 1964)
- Greek Literature (19??)
- Suetonius, The Twelve Caesars: An Illustrated Edition (1979; Trans, Robert Graves, 1957)
- Civilization of the Ancient Mediterranean (spoluautor R. Kitzinger, 1988)
- Readings in the Classical Historians (1992)